# Alekséi Arjipovski
Alekséi Vitálievich Arjipovski (en ruso: Алексей Витальевич Архиповский; Tuapse, Unión Soviética, 15 de mayo de 1967) es un reconocido intérprete de balalaika.

## Primeros años y estudios
Alekséi Arjipovski nació en 1967 en la ciudad de Tuapse, Krasnodar Krai, SFSR, Unión Soviética. Su padre era aficionado a la música y tocaba el garmón y el acordeón. A los nueve años, Arjipovski empezó a recibir clases de balalaika en una escuela de música. En 1982, entró a la Universidad Estatal de Música Gnessin, en el departamento de instrumentos folclóricos, y estudió el balalaika bajo Valery Zazhigin.

## Carrera musical

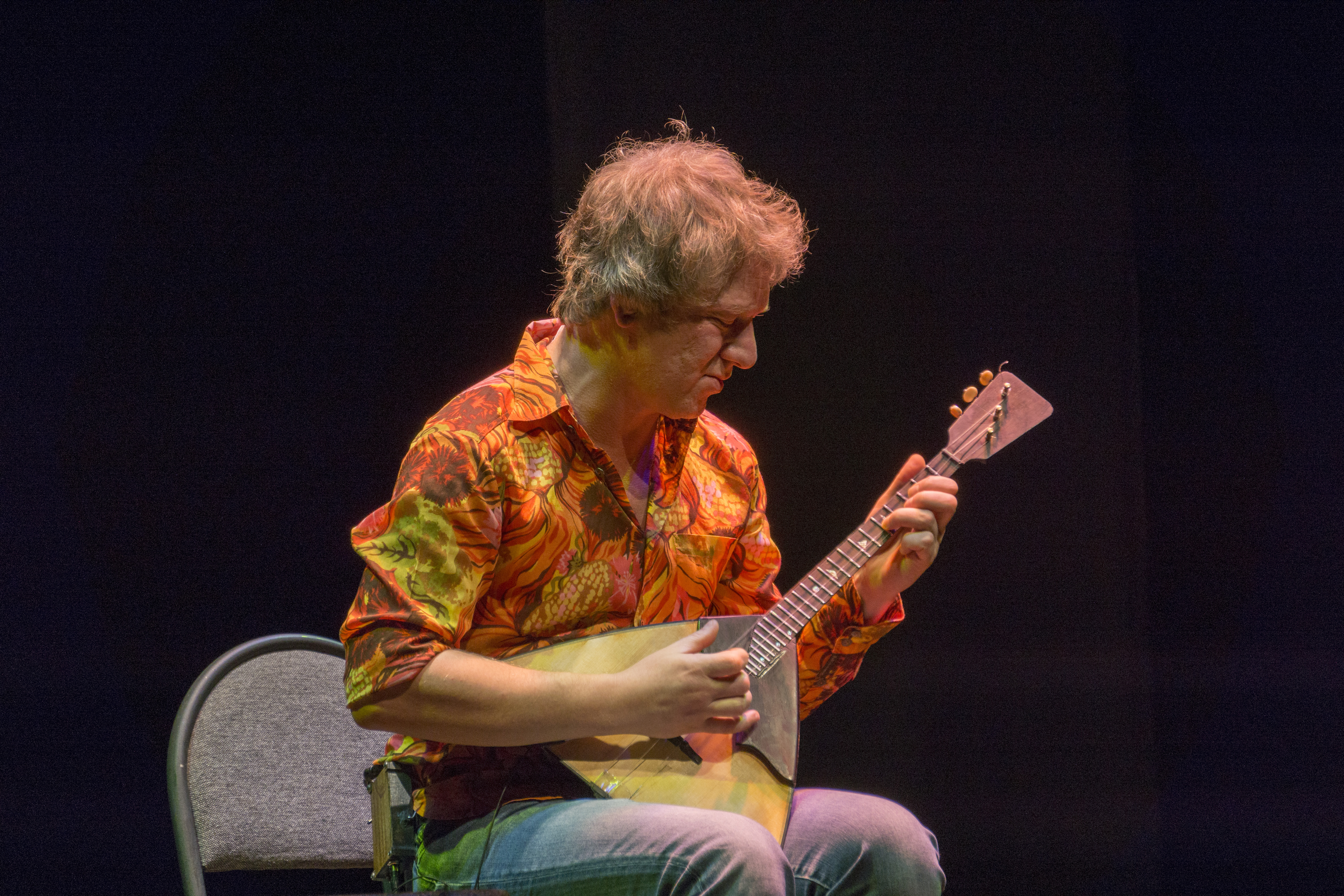
Arjipovski actuando en 2014

En 1985, Arjipovski fue premiado en el Concurso de Intérpretes de Instrumentos Folclóricos de Rusia. Tras completar sus estudios, formó parte de la Orquesta Folclórica Smolensk como solista de balalaika. Desde 1998, Arjipovski estuvo de gira por Rusia y otros países con el Conjunto Folclórico Académico Estatal Rossiya dirigida por Lyudmila Zykina.
Desde 2002, ha trabajado conjuntamente con Stas Namin, músico, compositor y productor.
Como intérprete solista, Alekséi Arjipovski participó en festivales de cultura rusa en Estados Unidos, China, Corea del Sur, Alemania, Francia, España y Bulgaria, así como en festivales de jazz en Rusia y en el extranjero, en la radio y en programas de televisión.[cita requerida]
En 2004, The New York Times escribió que el solo de balalaika de Alekséi Arjipovski en el Festival de Noches Rusas estaba lleno de impresionantes ironía y virtuosismo. En agosto del 2006, el diario neerlandés De Volkskrant comentó sobre la participación de Arjipovski en el Jazz Zomer Fiets Tour en Groningen: «Arjipovski es una mezcla de los dioses de la guitarra Jeff Beck y Steve Vai en un instrumento folclórico tradicional triangular y de tres cuerdas. Su técnica atrapa la respiración; su sonido es amplio».[cita requerida]
En 2009, fue invitado para participar en la ceremonia de apertura de la segunda semifinal del Festival de la Canción de Eurovisión en Moscú.
Las reacciones a sus interpretaciones han incluido comparaciones a Niccolò Paganini, destacando influencias de Pat Metheny.

## Discografía
- Alexey Arhipovsky 2009 (DVD)